# 샴록 셰이크
샴록 셰이크(Shamrock Shake)는 3월에 미국, 캐나다, 아일랜드에서 성 파트리치오의 날을 기념하여 일부 맥도날드 레스토랑에서 판매되는 계절 한정 녹색 민트 맛 밀크셰이크 디저트이다.

## 기원
코네티컷의 맥도날드 매장 소유주이자 운영자인 할 로젠은 1967년에 첫 샴록 셰이크를 만들었다. 3년 후인 1970년, 샴록 셰이크는 미국 일부 지역에서 처음으로 출시되었다. 시카고의 로저스 머천다이징이 이 셰이크를 만들었다. 초기에는 바닐라 아이스크림, 레몬/라임 셔벗, 바닐라 시럽으로 만든 레몬/라임 맛 셰이크였다. 1973년에는 레몬/라임 셔벗이 없어지고 단순히 녹색의 바닐라 셰이크가 되었다. 현재는 민트 맛이다.
샴록 셰이크는 2월과 3월 동안 미국 및 캐나다 일부 매장에서 판매되며, 아일랜드에서도 판매된다.
2025년 3월, 샴록 셰이크는 영국에 출시되었고, 이는 아일랜드 전역에서도 이를 맛볼 수 있다는 것을 의미한다.

## 로널드 맥도날드 하우스의 탄생
1974년, 필라델피아 이글스 선수의 딸이 백혈병 치료를 받고 있었다. 필라델피아 아동 병원, 맥도날드 창립자 레이 크로크, 필라델피아 이글스, 그리고 할 로젠과 함께 그녀의 가족은 샴록 셰이크 판매를 통해 첫 로널드 맥도날드 하우스를 설립하는 데 필요한 자금을 모금했다.

## 광고
1975년부터 맥도날드는 엉클 오그리마시(3월에 방문하는 그리매스의 친척) 캐릭터를 사용하여 샴록 셰이크를 마케팅했다. 이 캐릭터는 녹색 코브 모자를 쓰고, 쉴렐라를 들고, 샴록이 그려진 조끼를 입은 녹색 그리매스로 묘사된다. 1980년대 중반쯤, 맥도날드는 엉클 오그리마시를 마스코트 라인업에서 제외했다.
1980년, 맥도날드는 바닐라 아이스크림에 민트색 샴록 시럽을 얹은 샴록 선데이를 출시했다. 이 제품은 판매 부진으로 1년 만에 단종되었다.
2017년, 맥도날드는 샴록 초콜릿 셰이크, 샴록 초콜릿 칩 프라페, 샴록 모카, 샴록 핫 초콜릿을 포함한 몇 가지 샴록 셰이크 변형을 출시했다.
2025년, 맥도날드는 엉클 오그리마시 캐릭터를 다시 선보였으며, 호주, 뉴질랜드, 영국에서 처음으로 샴록 셰이크를 제공할 예정이다.

## 같이 보기
- 그리매스 셰이크